# تپه قلعه گوری
تپه قلعه گوری مربوط به دوره اشکانیان - دوره ساسانیان - دوران‌های تاریخی پس از اسلام است و در شهرستان زهک، بخش مرکزی، روستای گوری واقع شده و این اثر در تاریخ ۱۷ اسفند ۱۳۸۱ با شمارهٔ ثبت ۷۷۲۰ به‌عنوان یکی از آثار ملی ایران به ثبت رسیده است.